# Allison Hossack
Allison Hossack est une actrice canadienne, née le 26 janvier 1965, à Steinbach, Manitoba. Elle a surtout eu des rôles dans des téléfilms ou des séries comme Two ou Kingdom Hospital.
Son rôle le plus remarqué reste sans doute celui de Nora Gracen dans la série Profit avec Adrian Pasdar, dans laquelle son personnage de femme fragile manipulée non sans un certain déplaisir rendait grâce à ses réels talents de comédienne.

## Filmographie partielle
- 1995 : Sliders (série) (Docteur Eileen Stanley) dans l'épisode "Un monde sans maladie" (saison 1, épisode 3).
- 1996 : Profit (série) (Nora Gracen)
- 1996 : Two (série) (Sarah McClain).
- 1998 : FX, effets spéciaux (série) (Ellen Fennick) dans l'épisode "Vendetta" (saison 2, épisode 11).
- 2001 : Mysterious Ways (série) (Beth Montgomery) dans l'épisode "Coup de foudre" (saison 1, épisode 18).
- 2002 : Stargate SG-1 (série) :  (Zenna Valk) dans l'épisode "La reine" (saison 6, épisode 10).
- 2004 : "Stargate Atlantis" (série) : Perna
- 2004 : Kingdom Hospital (mini-série) : Docteur Christine Draper
- 2006 : A Little Thing Called Murder de Richard Benjamin
- 2009 : Le joueur, la fille et le pistolero (The Gambler, the Girl and the Gunslinger) : Liz Calhoun
- 2010 : La Guerre des guirlandes (Battle of the Bulbs) (TV) : Mindy Wallace
- 2012 : Le Projet Philadelphia, l'expérience interdite (The Philadelphia Experiment) (TV) : Lena